# Kardynałowie meksykańscy
Aktualnie zawiera spis wszystkich kardynałów z Meksyku.

## Indeks
A B C Ć D E F G H I J K L Ł M N O P R S Ś T U V W Z Ż Ž

## A
- Aguiar Retes, Carlos (ur. 9 stycznia 1950) – kreowany przez Franciszka 19 listopada 2016
- Arizmendi Esquivel, Felipe (ur. 1 maja 1940) – kreowany przez Franciszka 28 listopada 2020

   (wróć do indeksu)

## B
(wróć do indeksu)

## C
- Corripio y Ahumada, Ernesto (29 czerwca 1919 – 10 kwietnia 2008) – kreowany przez Jana Pawła II 30 czerwca 1979

   (wróć do indeksu)

## D
(wróć do indeksu)

## E
(wróć do indeksu)

## F
(wróć do indeksu)

## G
- Garibi Rivera, José (30 stycznia 1889 – 27 maja 1972) – kreowany przez Jana XXIII 15 grudnia 1958

   (wróć do indeksu)

## H

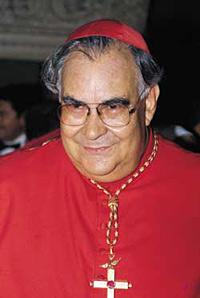
Juan Jesús Posadas Ocampo

(wróć do indeksu)

## I
(wróć do indeksu)

## J

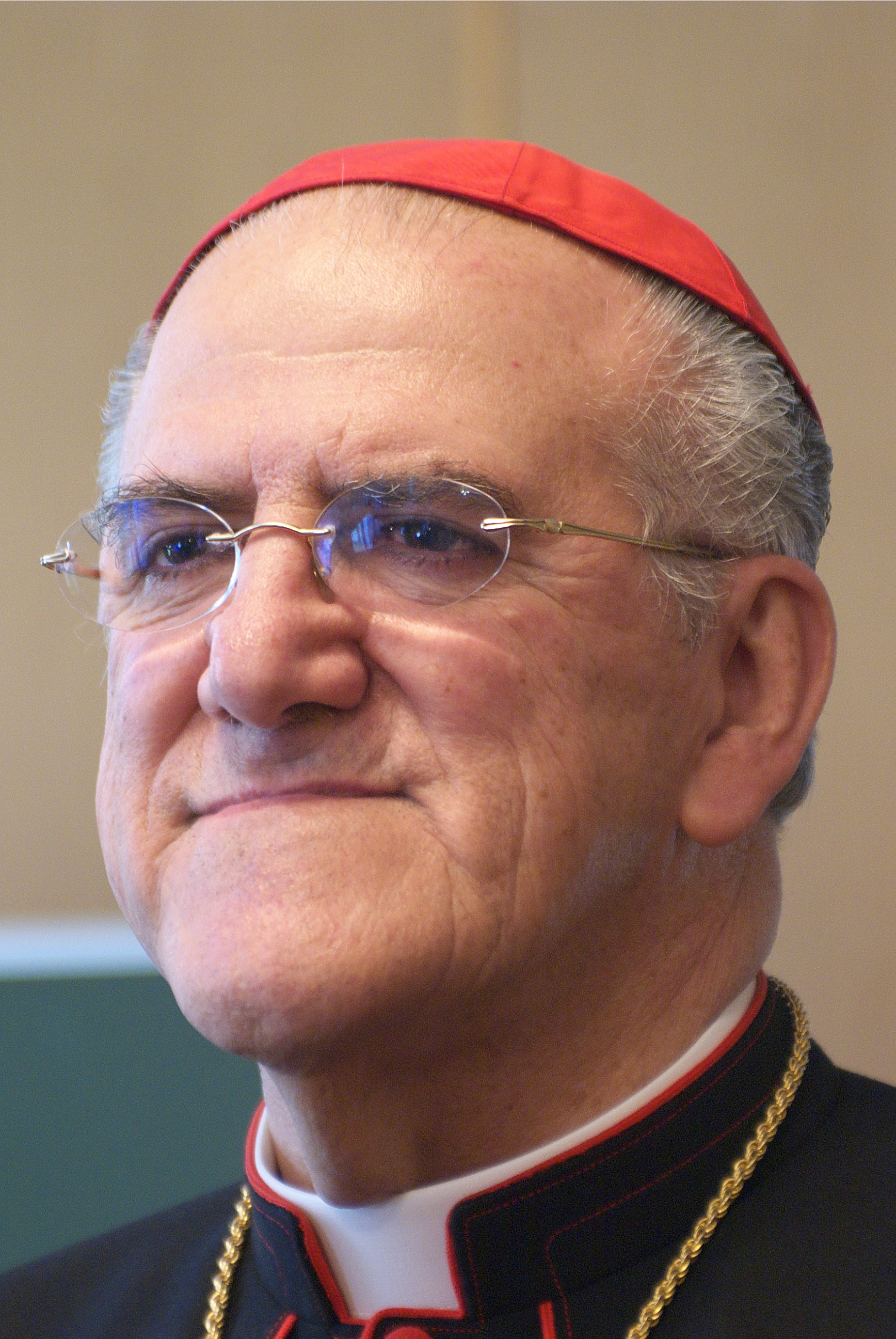
Javier Lozano Barragán

(wróć do indeksu)

## K
(wróć do indeksu)

## L
- Lozano Barragán, Javier (26 stycznia 1933 – 20 kwietnia 2022) – kreowany przez Jana Pawła II 21 października 2001

   (wróć do indeksu)

## M
- Miranda Gómez, Miguel Darío (19 grudnia 1895 – 15 marca 1986) – kreowany przez Pawła VI 28 kwietnia 1969

   (wróć do indeksu)

## N

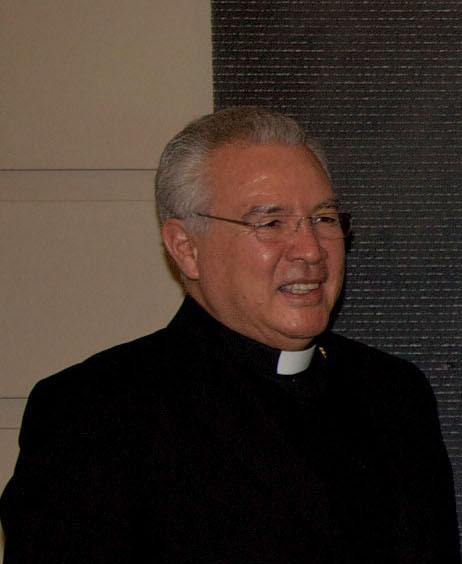
Francisco Robles Ortega

(wróć do indeksu)

## O
- Obeso Rivera, Sergio (31 października 1931 – 11 sierpnia 2019) – kreowany przez Franciszka 28 czerwca 2018

   (wróć do indeksu)

## P
- Posadas Ocampo, Juan Jesús (10 listopada 1926 – 24 maja 1993) – kreowany przez Jana Pawła II 28 czerwca 1991

   (wróć do indeksu)

## R
- Rivera Carrera, Norberto (ur. 6 czerwca 1942) – kreowany przez Jana Pawła II 21 lutego 1998
- Robles Ortega, Francisco (ur. 2 marca 1949) – kreowany przez Benedykta XVI 24 listopada 2007

   (wróć do indeksu)

## S
- Salazar López, José (12 stycznia 1910 – 9 lipca 1991) – kreowany przez Pawła VI 5 marca 1973
- Sandoval Íñiguez, Juan (ur. 28 marca 1933) – kreowany przez Jana Pawła II 26 listopada 1994
- Suárez Inda, Alberto (ur. 30 stycznia 1939) – kreowany przez Franciszka 14 lutego 2015
- Suárez Rivera, Adolfo Antonio (9 stycznia 1927 – 23 marca 2008) – kreowany przez Jana Pawła II 26 listopada 1994

   (wróć do indeksu)

## T

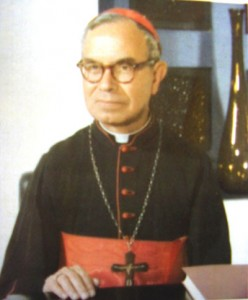
José Salazar López

(wróć do indeksu)

## U
(wróć do indeksu)

## V
(wróć do indeksu)

## W
(wróć do indeksu)

## Z
(wróć do indeksu)